# Diachrysia aerifera
Diachrysia aerifera là một loài bướm đêm trong họ Noctuidae.